# Elżbieta duńska
Elżbieta duńska (ur. 25 sierpnia 1573 w Koldyndze, zm. 19 lipca 1626 w Brunszwiku) – księżniczka duńska, żona księcia brunszwickiego na Wolfenbüttel Henryka Juliusza.

## Życiorys
Elżbieta urodziła się 25 sierpnia 1573 r. na zamku w Koldyndze jako najstarsze dziecko króla Danii i Norwegii Fryderyka II z dynastii oldenburskiej i Zofii meklemburskiej. Była siostrą urodzonego w 1577 r. Chrystiana IV. Wczesne dzieciństwo spędziła na dworze swojego dziadka, księcia meklemburskiego na Güstrow Ulryka. W 1579 r. powróciła do Danii. 19 kwietnia 1590 r. na zamku Kronborg poślubiła księcia brunszwickiego, Henryka Juliusza. Ze związku z księciem Brunszwiku-Wolfenbüttel pochodziło dziesięcioro dzieci:
- Fryderyk Ulryk (1591–1634), książę Brunszwiku-Wolfenbüttel
- Zofia Jadwiga (1592–1642), żona hrabiego Nassau-Dietz Ernesta Kazimierza
- Elżbieta (1593–1650), żona Augusta, syna księcia Saksonii Chrystiana I Wettina, a następnie żona księcia Saksonii-Altenburg Jana Filipa,
- Jadwiga (1595–1650), żona biskupa kamieńskiego Ulryka,
- Dorota (1596–1643), żona administratora arcybiskupstwa magdeburskiego Chrystiana Wilhelma,
- Henryk Juliusz (1597–1606),
- Chrystian (1599–1626), administrator biskupstwa Halberstadt, wódz sił protestanckich w początkowym okresie wojny trzydziestoletniej,
- Rudolf (1602–1616),
- Henryk Karol (1609–1615),
- Anna Augusta (1612–1673), żona dziedzica księstwa Nassau-Dillenburg Jerzego Ludwika.

Owdowiała w 1613 r. Do końca życia utrzymywała przyjazne kontakty ze swoim młodszym bratem, królem Danii i Norwegii, Chrystianem IV, wspierając m.in. jego plany polityczne w północnych Niemczech w początkowym okresie wojny trzydziestoletniej (1618–1648). Elżbieta zmarła 19 lipca 1626 r. w Brunszwiku. Została pochowana w Wolfenbüttel.